# Amadou Cissé (calciatore)
Amadou Cissé (Conakry, 23 ottobre 1985) è un ex calciatore guineano, di ruolo centrocampista.